# Kunak (Malaisie)
Kunak est une ville de Malaisie qui se trouve dans l'État du Sabah. En 2010 sa population était de 13 823 habitants.